# 音楽専攻科
音楽専攻科（おんがくせんこうか）は、大学の専攻科のひとつ。
音楽専攻科のなかに声楽専攻・作曲専攻・器楽専攻等の専攻課程が含まれ、それぞれの専門についてを学ぶ。

## 音楽専攻科を持つ日本の大学

### 私立
関東
- 上野学園大学

関西
- 大阪音楽大学
- 相愛大学
- 武庫川女子大学
- 同志社女子大学

中国
- くらしき作陽大学

四国
- 徳島文理大学

九州
- 平成音楽大学